# Game Boy Advance SP
Game Boy Advance SP (яп. ゲームボーイアドバンスSP Гэ:му Бо:й Адобансу Эссу Пи:) — выпущенная в феврале 2003 года обновлённая версия портативной игровой системы Nintendo Game Boy Advance. Префикс «SP» в названии означает «special», то есть «специальный». На момент запуска он продавался по цене $99,99, а в сентябре 2004 года Nintendo снизила цену до $79,99. Производство SP происходило параллельно с производством Nintendo DS (выпущен в ноябре 2004) и Game Boy Micro (выпущен в сентябре 2005) — другими портативными консолями компании.

## Разработка
Сатору Окада, руководивший разработкой оригинального Game Boy Advance, стал инициатором создания Game Boy Advance SP. Изначально руководство Nintendo негативно восприняло предложение Окады о создании компактной и тонкой версии Game Boy Advance с аккумулятором. Однако Окада не отступил и поручил инженеру-разработчику создать максимально компактную и тонкую концептуальную модель, не учитывая производственные ограничения. Результатом стал складной дизайн Game Boy Advance SP. Презентация этой модели тому же руководству, ранее отвергшему идею, привела к быстрому одобрению проекта.

## Технические характеристики
- Варианты цветового оформления: чёрный, белый, розовый, красный, голубой, зелёный, серебристый, золотистый, синий, серый
- Центральный процессор: 32-разрядный arm7tdmi со встроенной памятью, на тактовой частоте 16,78 МГц.
- Сопроцессор: 8-разрядный Z80 на 8 МГц.
- Видеопамять: 96 Кбайт (встроена в процессор)
- ОЗУ: 32 Кбайт, 256 Кбайт внешней оперативной памяти
- Накопители: Картриджи 4-32 Мбайт.
- Экран: 240×160 пикселей, 32 768 цветов, диагональ экрана 74 мм.
- Элементы управления: крестовина (+), шифты L и R, кнопки A и B, SELECT, START.
- Питание: литий-ионный аккумулятор; заряда хватает на 10 часов игры с подсветкой либо 18 часов игры при отключенной подсветке; на перезарядку требуется до 3-х часов.